# インディーゲーム
- インディゲーム[2]
- インディーゲーム[3]
- インディーズゲーム[4]

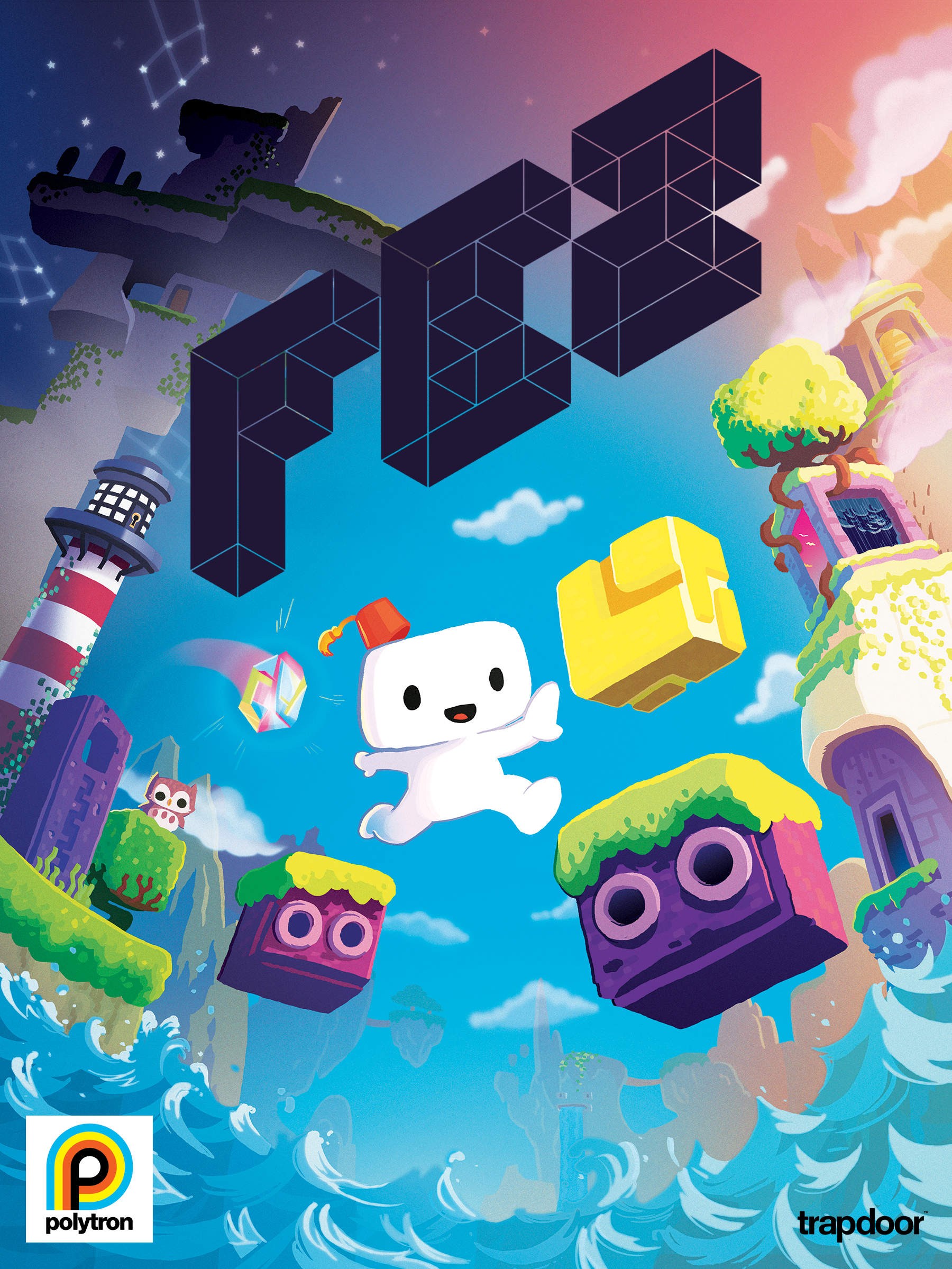
『FEZ』 - ドキュメンタリー映画『Indie Game: The Movie』（2012年）でもとりあげられた代表的インディーゲームの一つ。

インディーゲーム（英語: indie game）とは、インディペンデント・ゲーム（independent game, 独立系ゲーム）の略称で、少人数・低予算で開発されたゲームソフトを主に指す。
定義は諸説あるが、原義的には、大規模なパブリッシャーの資金援助を受けず、個人や小規模なチームによって開発されたゲームソフトを指す。

## 概要
「インディーゲーム」という言葉は、日本語では「同人ゲーム」等の同義語としても用いられるが、国際的にはやや異なる意味で用いられる。また「インディーズゲーム」とも表記されるが、これは和製英語であり国際的には通用しない。
国際的な言葉としての「インディーゲーム（indie game）」は、実のところ、定義が曖昧である。定義をめぐってはSNS等で常に議論が起こっており、ある種のバズワードとなっている。少なくとも「AAA（トリプルエー）」ではないゲームを指すが、AAAの定義も曖昧である。ゲームデザイナーのロン・ギルバートは、定義について「答えはないだろう」と述べている。
とはいえ、インディーゲームと呼ばれる作品には、以下のような特徴がありがちである。例えば、開発者が個人または少人数のチーム、または小規模の企業である。作品の規模も小規模である。また例えば、開発の過程において、巨額の予算を投じる分リスクを避けたがるような大手パブリッシャーの出資を受けていない。すなわちパブリッシャーから「独立」している。言い換えれば、パブリッシャーの意向に左右されないため、リスク度外視の尖った作品や、イノベーションを起こす斬新な作品、独創的で芸術的な作品になることが多い。しかしそれゆえ、インディーゲームは基本的に低予算で、資金源は開発者の自前か、もしくはクラウドファンディングである。
ただし、以上の特徴はあくまで定義ではないため、例外も多数ある。例えば、『風ノ旅ビト（原題: Journey）』は代表的なインディーゲームだが、ソニーの出資を受けて開発されている。パブリッシャーに関しては、Annapurna Interactive、Devolver Digital、Raw Fury、Private Divisionのような、インディーゲーム専門の大手パブリッシャーもある。『The Witness』『アンセスターズ:人類の旅』『Hellblade: Senua's Sacrifice』など、AAAに近いインディーゲームとして「III（トリプルアイ）」と呼ばれる作品もある。Ubisoft『チャイルド オブ ライト』、日本一ソフトウェア『夜廻』など、大手デベロッパー内で作られたインディー風の作品（社内インディー）もある。
インディーゲームは、モバイルゲームやブラウザゲーム、mod制作の文化と重なる部分も大きい。また、『FTL』『Gone Home』『Papers, Please』のような、大手デベロッパーの元社員が作った作品、『Outer Wilds』『And Yet It Moves』『オクトダッド』のような、ゲーム学科の学生作品に由来する作品、『Superhot』『Goat Simulator』『Broforce』のような、ゲームジャムで開発された即興作品や習作に由来する作品も多い。

## 世界での歴史
インディーゲームの歴史は、コンピュータゲームの歴史そのものや、PCやインターネットの普及の歴史と大きく重なる。少なくとも1970年代の半ばにマイクロコンピュータが登場してから、パソコン雑誌投稿やパソコン通信によるフリーウェア・シェアウェアなどの文化を起源として拡大していった。
2000年代、SteamをはじめとするDL販売プラットフォームの出現や、Flash、Unity、UEをはじめとする開発ツール・ゲームエンジンの普及によって制作が盛んになった。2010年代には『Minecraft』『UNDERTALE』『Cuphead』といったミリオンセラー作品が複数登場した。2012年にはドキュメンタリー映画『Indie Game: The Movie』も公開された。
2010年代中頃からは、インディーゲーム文化が成熟期を迎える一方、供給過剰・過当競争のレッド・オーシャンの時代に入ったとされ、「indiepocalypse」（インディポカリプス、インディー・アポカリプス、インディーゲームの終末）という言葉が囁かれるようになった。
2010年代末には、新設の販売プラットフォームEpic Games Storeが、Steamの覇権に挑む形でインディーゲームの独占販売と開発支援を行い、注目を集めた。

## 日本での歴史

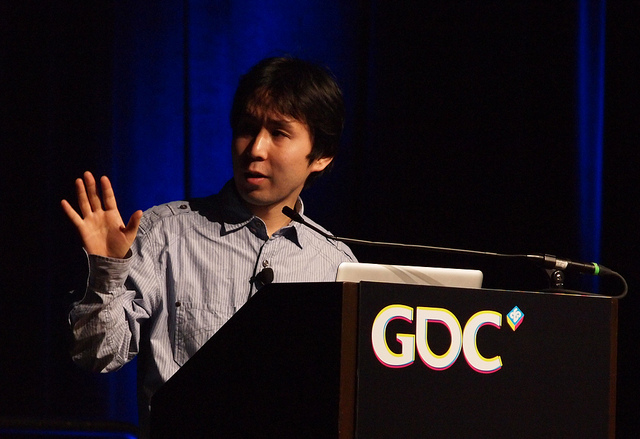
『洞窟物語』の開発者・天谷大輔。GDC 2011、スピーチの壇上にて。

日本で「インディーゲーム」という言葉が注目されるようになったのは2010年代中頃からだが、インディーゲームにあたる作品はそれ以前からある。
日本のインディーゲームの草分けとして、1980年代前後の『マイコンBASICマガジン』などのパソコン雑誌の読者投稿ゲーム文化や、秋葉原のパソコンショップの自作ゲーム持ち込み文化が挙げられる。また、ホビーパソコン用ソフト『ドアドア』（1983年、中村光一開発）や『信長の野望 (初代)』（1983年、シブサワ・コウ開発）といった、著名人の出世作も挙げられる。ファミコン用ソフト『クインティ』（1989年、田尻智らゲームフリーク開発）は、同様の出世作にして、任天堂の家庭用ゲーム機におけるインディーゲームの草分けとも言える。ハドソンやスクウェアなど、個人開発者の集まりが黎明期のデベロッパーになった事例も多い。
1990年代以降も『東方Project』、『ひぐらしのなく頃に』、TYPE-MOON作品などの同人ゲームや、『洞窟物語』などのフリーゲーム、あるいはツクール製ゲームやFlashゲームなど、個人・小規模のゲーム開発文化が脈々と続いてきた。2000年代にはダイソーで『ザ・ゲームシリーズ』として100円ゲームが全国発売されていた。
2010年『ルセッティア 〜アイテム屋さんのはじめ方〜』を皮切りに、Steamでも日本のインディーゲームが販売されるようになった。2010年代中頃からは、日本ゲーム文化振興財団、映像産業振興機構、講談社、集英社、マーベラスなどが、開発支援企画を立ち上げている。また、五十嵐孝司、小島秀夫、目黒将司、塩川洋介ら著名人がインディーゲーム制作に乗り出している。2016年にはドキュメンタリー映画『Branching Paths』がネットで配信されている。NHK『ゲームゲノム』、TBS系列『アトムの童』、テレビ東京系列『チェイサーゲーム』など、インディーゲームをとりあげたテレビ番組も放映されている。

## 業界

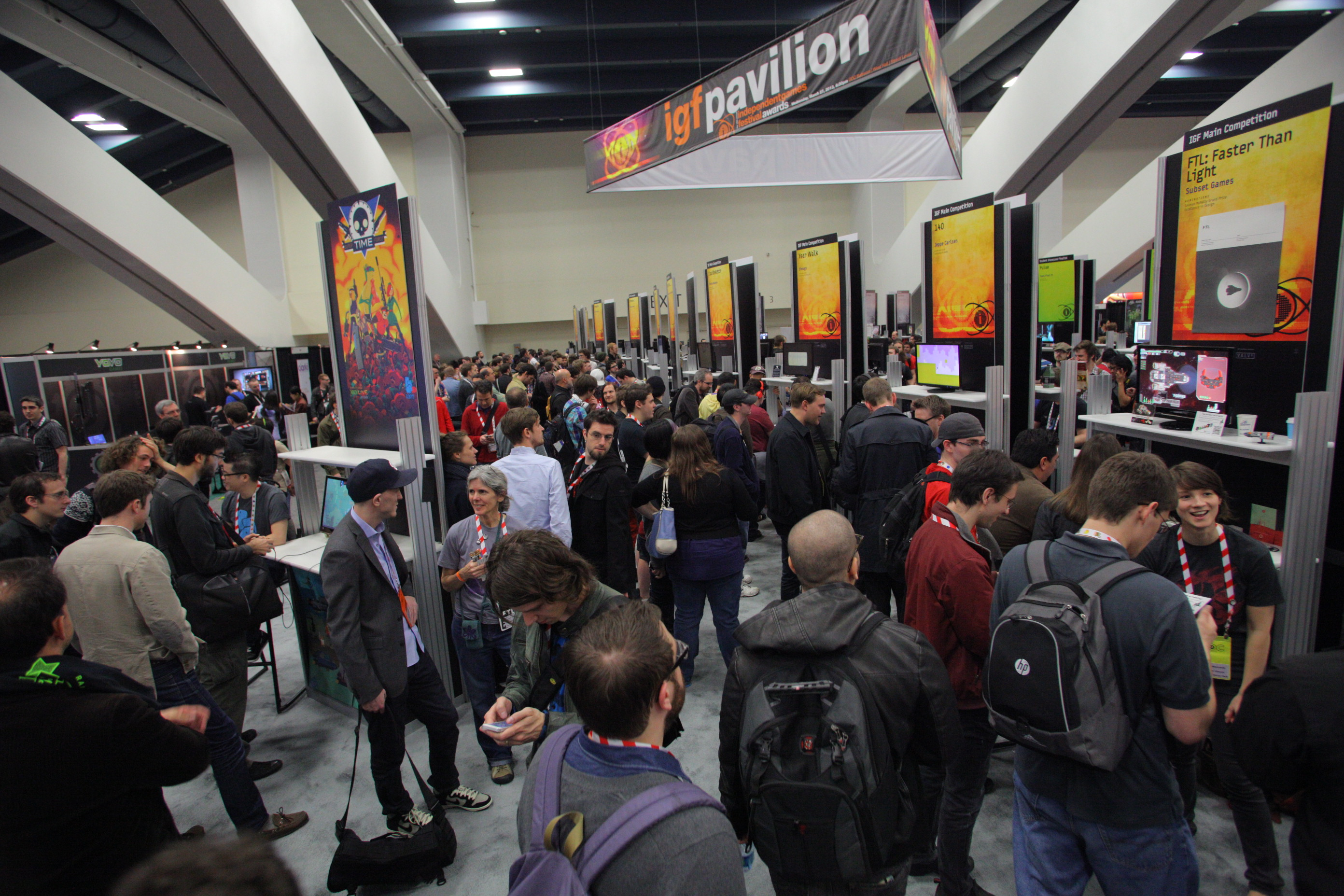
IGF 2013

### 開発
インディーゲームの開発は、日本・韓国・台湾・中国・インド・東南アジア・西欧・東欧・北欧・中南米・北米といった世界各地で行われている。
日本には、業界団体の日本インディペンデント・ゲーム協会やasobu、パブリッシャーのPLAYISM、Degica、Play,Doujin!、Phoenixx（旧UNTIES）などがある。

### 流通
小売店でのパッケージ販売よりもDL販売になることが多い。無料のフリーゲームとして公開されることも多い。
DL販売プラットフォームとしては、Steam、GOG.com、Humble Bundle、Epic Games StoreといったAAA・インディー両方を扱うものや、インディーを専門的に扱うitch.io、Game Joltなどがある。ソニー、任天堂、Microsoftの各社は、自社ゲーム機対応のインディーゲームのDL販売も扱っている。

### イベント
インディーゲームの国際的なイベントとして、ゲーム・デペロッパーズ・カンファレンス（GDC）およびその一環のインディペンデント・ゲーム・フェスティバル（IGF）がある。また、グローバルゲームジャムやLudum Dareなどのゲームジャム大会がある。ゴールデンジョイスティックアワードやThe Game Awardsなどのゲーム・オブ・ザ・イヤーには、インディーゲーム部門が設けられている。
日本では、オンラインのINDIE Live Expo、秋葉原のデジゲー博、京都のBitSummit、東京ゲームショウ内のインディーゲームコーナー、KONAMI主催のIndie Games Connectなどがある。

## 主なドキュメンタリー映画
- 『Indie Game: The Movie（英語版）』2012年
- 『GameLoading: Rise of the Indies』2015年[67]
- 『Branching Paths』2016年、日本の業界[49][58]
- 『Indie Games in China/独行』2018年、中国の業界[60]